# Panesthia bilobata
Panesthia bilobata är en kackerlacksart som beskrevs av Bei-Bienko 1965. Panesthia bilobata ingår i släktet Panesthia och familjen jättekackerlackor. Inga underarter finns listade i Catalogue of Life.